# 神上
神上（しんじょう）は後漢末に黄巾の乱の指導者張曼成が使用した可能性を指摘される私年号。使用期間は後漢中平年間とされる。
『後漢書』及び『資治通鑑』はこの元号に言及していない。李兆洛の『紀元編』に「張曼成，神上」との記載があるが、その注には「見『類聚考』，不知所本」つまり出典不明の書籍の引用であると記載され、実際に使用されたかについては疑問視されている。